# Aurecocrypta
Aurecocrypta és un gènere d'aranyes migalomorfes, de la família dels bariquèlids (Barychelidae). Fou descrita per primera vegada el 1994 per Raven. L'any 2016 estaven reconegudes 2 espècies que viuen a Austràlia:
- Aurecocrypta katersi Raven, 1994
- Aurecocrypta lugubris Raven, 1994. És l'espècie tipus.